# Bruno Mora
Bruno Mora (29. marts 1937 - 10. december 1986) var en italiensk fodboldspiller (angriber).
Mora spillede 21 kampe for det italienske landshold, som han debuterede for 29. november 1959 i et opgør mod Ungarn. Han repræsenterede sit land ved VM 1962 i Chile, og spillede to af italienernes tre kampe i turneringen, hvor holdet blev slået ud efter det indledende gruppespil.
På klubplan spillede Mora for henholdsvis Sampdoria, Juventus, AC Milan samt Parma i sin fødeby. For sidstnævnte havde han også en kort periode som træner i 1983. Han vandt det italienske mesterskab med både Juventus og Milan, mens det med Milan også blev til sejr i Mesterholdenes Europa Cup i 1963. Her spillede han hele kampen i finalesejren over Benfica.

## Titler
Serie A
- 1961 med Juventus
- 1968 med AC Milan

Coppa Italia
- 1967 med AC Milan

Mesterholdenes Europa Cup
- 1963 med AC Milan